# Вальтер Швабедіссен
Вальтер Швабедіссен (нім. Walter Schwabedissen; 16 червня 1896, Іфен — 19 лютого 1989, Гаутінг) — німецький воєначальник, генерал-лейтенант люфтваффе.

## Біографія
29 липня 1914 року вступив в 45-й польовий артилерійський полк. Учасник Першої світової війни. У липні-серпні 1915 року пройшов льотну підготовку в Ютербозі. З 1 вересня 1915 року — льотчик-спостерігач 11-го авіазагону, з 28 лютого 1917 року — авіапарку 9-ї армії, з 14 липня 1917 року — 28-го, з 26 вересня 1917 року — 20-го авіазагону, з 22 лютого 1918 року — авіапарку 4-ї армії, з 20 березня 1918 року — 3-го авіазагону. В 1919-20 році служив в 45-му артилерійському полку, Добровольчої корпусі «Гюльзен» і поліції безпеки Берліна. 31 січня 1920 року звільнений у відставку. 1 січня 1921 року вступив в рейхсвер, служив в різних штабах, в 1924-27 роках командував взводом 6-го артилерійського полку. З 1 жовтня 1928 по 30 вересня 1931 року — референт з авіації в Імперському військовому міністерстві. 1 вересня 1933 року переведений в люфтваффе і призначений начальником групи відділу LA III (бойова підготовка). З 15 грудня 1934 року — ад'ютант Адольфа Гітлера від ВПС. З 1 серпня 1935 по 30 вересня 1936 року — командир бомбардувальної групи «Мерсебург». В 1937 році закінчив Військову академію. З 1 жовтня 1937 року — начальник штабу 2-го авіаційного командування, з 1 липня 1938 року — 3-ї авіаційної області, з 3 жовтня 1939 року — й-го зенітного корпусу, з 26 червня 1940 року — командувача вермахтом в Нідерландах. 1 січня 1942 року призначений командиром 2-ї дивізії нічних винищувачів, 1 жовтня 1942 року — 2-ї, 5 вересня 1943 року — 5-ї винищувальної дивізії. 4 листопада 1943 року зарахований в резерв ОКЛ. З 1 травня по 16 вересня 1944 року — командувач німецькими ВПС в Данії. В січні-квітні 1945 року — керівник штабу зі співпраці з ВПС Угорщини. 8 травня 1945 року взятий в полон американськими військами. 5 червня 1947 року звільнений.

## Звання
- Фанен-юнкер (29 липня 1914)
- Фенріх (15 жовтня 1914)
- Лейтенант (27 січня 1915)
- Оберлейтенант (18 жовтня 1918)
- Гауптман (1 березня 1928)
- Майор (1 квітня 1934)
- Оберстлейтенант (1 березня 1936)
- Оберст (1 червня 1938)
- Генерал-майор (1 серпня 1940)
- Генерал-лейтенант (1 серпня 1942)

27 квітня 1945 року був представлений до звання генерала авіації, але не отримав підвищення.

## Нагороди
- Залізний хрест 2-го і 1-го класу
- Нагрудний знак пілота-спостерігача (Пруссія)
- Ганзейський Хрест (Гамбург)
- Хрест «За військові заслуги» (Австро-Угорщина) 3-го класу з військовою відзнакою
- Королівський орден дому Гогенцоллернів, лицарський хрест з мечами (12 червня 1918)
- Нагрудний знак «За поранення» в чорному
- Пам'ятний знак пілота (Пруссія)
- Почесний хрест ветерана війни з мечами
- Медаль «За вислугу років у Вермахті» 4-го, 3-го, 2-го і 1-го класу (25 років)
- Застібка до Залізного хреста 2-го і 1-го класу